# Renata Sorrah
Renata Leonardo Pereira Sochaczewski, conocida como Renata Sorrah (Río de Janeiro, 21 de febrero de 1947), es una actriz de teatro, cine y televisión y productora teatral brasileña. Aunque es más conocida por el gran público por su trabajo en telenovelas de la Rede Globo, donde ha inmortalizado grandes personajes femeninos, entre ellos a la villana Nazaré Tedesco en Señora del destino, ha trabajado en el teatro nacional brasileño durante más de 40 años y se ha especializado principalmente en la interpretación dramática.
Renata nació en Río de Janeiro y es hija de Peter Sochaczewski y de Míriam Leonardo Pereira. En 1964 viajó a Los Ángeles, Estados Unidos, por un programa de intercambio cultural AFS, estudiando un curso de arte dramático, seguido de estudios básicos.

## Vida personal
En mayo de 2023, se declaró bisexual.

## Filmografía

### Televisión
| Año  | Título                     | Personaje                                     |
| ---- | -------------------------- | --------------------------------------------- |
| 1970 | Assim na Terra como no Céu | Nívea                                         |
| 1971 | O Cafona                   | Malu                                          |
| 1971 | A Próxima Atração          | Madalena                                      |
| 1972 | O Primeiro Amor            | Mariana                                       |
| 1973 | Os Ossos do Barão          | Lourdes                                       |
| 1973 | Cavalo de Aço              | Camila                                        |
| 1974 | Corrida do Ouro            | Patrícia                                      |
| 1976 | O Casarão                  | Carolina Bastos (Lina)                        |
| 1978 | Sinal de Alerta            | Selma                                         |
| 1980 | Chega Mais                 | Lúcia                                         |
| 1981 | Brilhante                  | Leonor                                        |
| 1983 | Guerra dos Sexos           | Blanche Paes Leme                             |
| 1984 | Transas e Caretas          | Sofia                                         |
| 1985 | Tudo em Cima               | Lana Cardoso                                  |
| 1986 | Roda de Fogo               | Carolina Villar                               |
| 1988 | Vale Tudo                  | Heleninha Roitman                             |
| 1990 | A, E, I, O... Urca         | Olga Luísa                                    |
| 1990 | Rainha da Sucata           | Mariana Szymanski                             |
| 1992 | Pedra sobre Pedra          | Pilar Baptista                                |
| 1994 | Pátria Minha               | Natália Proença                               |
| 1997 | La indomable               | Zenilda de Holanda                            |
| 1999 | Andando nas Nuvens         | Eva Montana / Condessa Astrid Van Brandenburg |
| 2001 | Um Anjo Caiu do Céu        | Naná / Shirley                                |
| 2002 | Deseos de mujer            | Rachel                                        |
| 2003 | Celebridad                 | Dora Lima                                     |
| 2004 | Señora del destino         | Nazaré Tedesco                                |
| 2006 | Páginas de la vida         | Tereza Junqueira de Figueiredo                |
| 2007 | Dos caras                  | Célia Mara Melgaço de Andrade                 |
| 2010 | A Grande Família           | Doña Carminda                                 |
| 2011 | Fina estampa               | Danielle Steiner Fraser                       |
| 2013 | Saramandaia                | Leocádia Viana                                |
| 2014 | Hombre nuevo               | Gláucia Beatriz Pacheco Marra                 |
| 2015 | Reglas del juego           | Eleonora Stewart                              |
| 2018 | Segundo Sol                | Dulce Bottini                                 |
| 2020 | Diário de Um Confinado     | Marília Barros                                |
| 2023 | Vai na Fé                  | Dona Wilma                                    |
|      |                            |                                               |

### Cine
- 1968 - Vida provisória
- 1969 - Matou a família e foi ao cinema
- 1970 - Cuidado, madame
- 1971 - Lua de mel & amendoim
- 1977 - O velho Gregório
- 1985 - Avaeté - semente da vingança
- 1995 - O Mandarim
- 1996 - Metal guru (cortometraje)
- 1997 - O bote (cortometraje)
- 2002 - Madame Satã
- 2002 - Furos no sofá (cortometraje)
- 2004 - A dona da história
- 2004 - Nina
- 2006 - Árido Movie
- 2019 - Pién

## Premios y reconocimientos
| Año  | Premio          | Categoría    | Novela             | Resultado |
| ---- | --------------- | ------------ | ------------------ | --------- |
| 2005 | Trofeo Imprensa | Mejor actriz | Senhora do Destino | Ganadora  |
| 2005 | Trofeo Internet | Mejor actriz | Senhora do Destino | Ganadora  |